# Херман VI (Ваймар-Орламюнде)
Херман VI фон Ваймар-Орламюнде (на немски: Hermann VI, Hermann VIII; † 1372) от фамилията Аскани е граф на Ваймар-Орламюнде.
Той е вторият син на Херман IV фон Ваймар-Орламюнде († 1319) и съпругата му Мехтхилда († сл. 1339), дъщеря на граф Фридрих фон Рабенсвалде († 1312).
Брат е на Фридрих I фон Ваймар-Орламюнде († 25 юли 1365).
Херман VI се жени през 1328 г. за Катарина фон Анхалт († пр. 15 април 1369), наследничка на всички алоди, дъщеря на Ото II († 1315/1316), княз на Анхалт-Ашерслебен, и Елизабет фон Майсен († 1347), дъщеря на маркграф Фридрих Клем († 1316), която е омъжена през 1322 г. втори път за брат му Фридрих.
Херман VI последва като граф през 1365 г. брат си Фридрих I фон Ваймар-Орламюнде и се подчинява на Ветините. Херман VI и Катарина имат две дъщери.